# Hemibracon
Hemibracon is een geslacht van insecten uit de orde vliesvleugeligen (Hymenoptera) en de familie schildwespen (Braconidae).

## Soorten
- H. abunensis (Brues, 1912)
- H. apicalis (Enderlein, 1920)
- H. breviscapus (Szepligeti, 1906)
- H. carpalis (Szepligeti, 1904)
- H. catharinensis (Enderlein, 1920)
- H. crassecrenulatus (Enderlein, 1920)
- H. crenatus (Brulle, 1846)
- H. excisus (Szepligeti, 1901)
- H. guayrae Schrottky, 1913
- H. hemisphaericus (Szepligeti, 1906)
- H. hortulator (Brethes, 1913)
- H. nigripalpalis (Enderlein, 1920)
- H. peruensis (Szepligeti, 1901)
- H. politus (Enderlein, 1920)
- H. rufidorsum (Szepligeti, 1901)
- H. sciarius (Cameron, 1887)
- H. similator (Fabricius, 1804)
- H. subfractus (Enderlein, 1920)
- H. transiens (Szepligeti, 1904)
- H. vaucristatum (Enderlein, 1920)
- H. veraepacis (Cameron, 1887)
- H. w-impressum Enderlein, 1920